# وردل

.
وردل (به انگلیسی: Wordle) یک بازی کلمات مبتنی بر وب است که توسط جاش واردل، برنامه‌نویسی که قبلاً آزمایش‌های اجتماعی محل و دکمه را برای ردیت ایجاد کرده بود، توسعه یافته است. شکل بازی به گونه‌ای است که بازیکنان تلاش می‌کنند تا یک کلمه پنج حرفی را در شش تلاش حدس بزنند. نتیجه، در قالب کاشی‌های رنگی، برای هر حدس نشان داده می‌شود، به شکلی که به بازیکنان اطلاع می‌دهد که کدام حروف در موقعیت صحیح و کدام در موقعیت‌های دیگر کلمه پاسخ قرار دارند. سیستم بازی مشابه بازی‌هایی مانند فکر بکر هستند، اگرچه وردل دقیقاً مشخص می‌کند که کدام حروف در هر حدس صحیح است. برای هر روز یک پاسخ خاص وجود دارد که برای همه یکسان است.